# Терехов Сергій Юрійович
Сергій Юрійович Терехов (рос. Серге́й Ю́рьевич Те́рехов, нар. 27 червня 1990, Брянськ, Росія) — російський футболіст, фланговий захисник клубу «Сочі» та національної збірної Росії.

## Ігрова кар'єра

### Клубна
Сергій Терехов є вихованцем брянського футболу. В місцевому «Динамо» він провів ссвій перший сезон на професійному рівні. У 2009 році футболіст приєднався до клубу Прем'єр-ліги «Динамо» (Москва). Але наступні сезони футболіст провів в оренді, граючи за «Хімки» та «Балтику».
В подальшому, не маючи можливостей пробитися в основу столичного «Динамо», взимку 2013 року Терехов перейшов до астраханського «Волгаря», з яким за три з половиною сезони пограв у ФНЛ та Другій лізі чемпіонату країни. Влітку 2016 року відбулося повернення Терехова до московського «Динамо», яке на оой момент вибуло з РПЛ до ФНЛ. Уже в першому сезоні у складі «Динамо» Терехов впервненно виграв турнір Першої ліги і допоміг команді повернутися до Прем'єр-ліги.
А взимку 2018 року захисник як вільний агент перейшов до «Оренбург», з яким також у першому ж сезоні виграв турнір Першої ліги. Після перебування у сезоні 2020/21 в оренді у «Сочі», з наступного сезону Терехов підписав з клубом постійний контракт.

### Збірна
У жовтні 2021 року у матчі відбору до чемпіонату світу 2022 року проти Словаччини Сергій Терехов дебютував у складі національної збірної Росії.

## Титули
Динамо (Москва)
- Переможець ФНЛ: 2016/17

Оренбург
- Переможець ФНЛ: 2017/18

Сочі
 Віце-чемпіон Росії: 2021/22